# Эс-Сувейда (район)
Эс-Сувейда (араб. السويداء‎) — район (минтака) в составе мухафазы Эс-Сувейда, Сирия. Административным центром является город Эс-Сувейда.

## География
Район находится на юге Сирии. На востоке граничит с мухафазой Дамаск, на юге с районом Сальхад, на западе с мухафазой Даръа, а на севере с районом Шахба.

## Административное деление
Район разделён на 3 нахии.
| Нахия        | Административный центр | Население (2004 г.), чел. | Карта |
| ------------ | ---------------------- | ------------------------- | ----- |
| Эс-Сувейда   | Эс-Сувейда             | 212 463                   |       |
| Эль-Мазра    | Эль-Мазра              | 16 627                    |       |
| Эль-Мушаннаф | Эль-Мушаннаф           | 17 134                    |       |